# آلهة الكهوف في العالم السفلي
آلهة الكهوف في العالم السفلي كانوا آلهة مصرية قديمة صغرى مكلفة بمعاقبة الأرواح الملعونة بقطع رؤوسهم والتهامها.

## الوصف والتقسيم
كان المصريون يعتقدون أنه في العالم السفلي، الدوات، كان هناك على الأقل اثني عشر مغارةً وكهفًا يسكنها آلهة مروعة ومخلوقات خارقة للطبيعة تتغذى على أرواح الأشرار. وتُظهر عدة برديات جنائزية – بالإضافة إلى الزخارف الجدارية لبعض المقابر في وادي الملوك وقاعة الجنوب في أوزيريون أبيدوس – قائمةً بهذه الآلهة التي تتورط في إبادة (عادةً بقطع الرأس) أعداء إله الشمس رع وابنته ماعت، إلهة الحق والعدالة. تم سرد هذه المخلوقات بشكل منهجي في "تعويذة الكهوف الاثني عشر" المعروفة من بردية (القاهرة 24742) التي تعود إلى عهد الملك أمنحتب الثاني (حوالي 1427–1401 ق.م) من الأسرة الثامنة عشرة.

تحتوي الكهوف السبعة الأولى على مجموعات من ثلاثة آلهة بأشكال مومياوات وثلاثة بأشكال إنسانية، اثنان ذكر وواحدة أنثى في كل ثلاثية. من الكهف الثامن إلى الكهف العشرين، تجد آلهة بأعداد متفاوتة: في الكهف الثامن، على سبيل المثال، كان هناك سبع مجموعات إلى جانب آلهة فردية، وكان هناك على الأقل عشرون منهم في الكهف التاسع. من المعتاد أن تجد، بجانب قوائم الأسماء ومواقع هؤلاء الآلهة الأخرى – أسفل تمثيلاتها – أعمدة من العروض المقررة لهم أيضًا، إلى جانب الأعمال الخيرية التي يحققها الموتى. فعند تهدئتهم، يمكن لهذه الآلهة تسهيل الحركة الحرة في العالم الآخر، وتوفير الغذاء والضوء في الظلام.

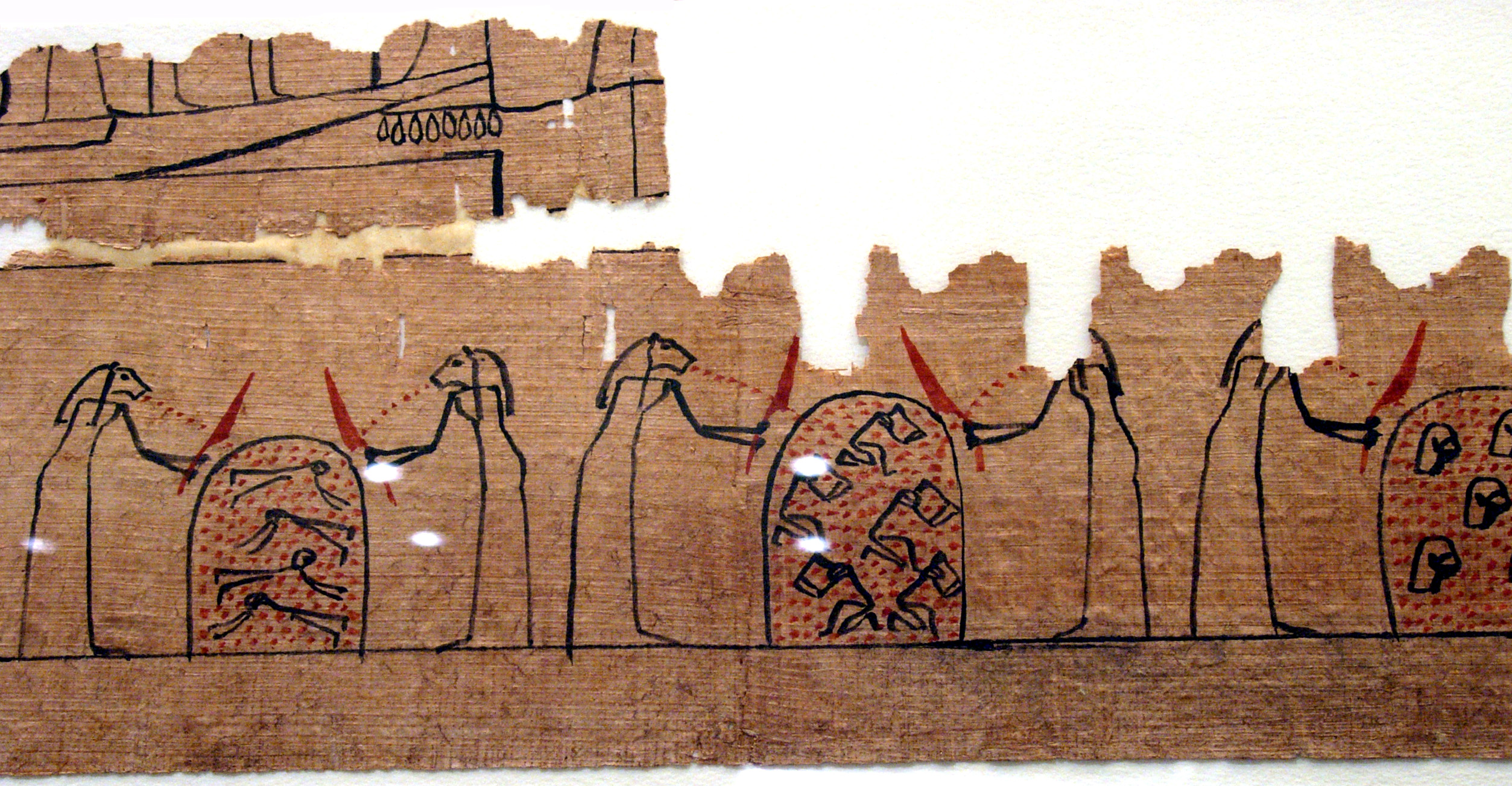
مشاهد من العقاب في العالم الآخر من بردية أمدوات (الأسرة 21). متحف المتروبوليتان للفنون، مدينة نيويورك.
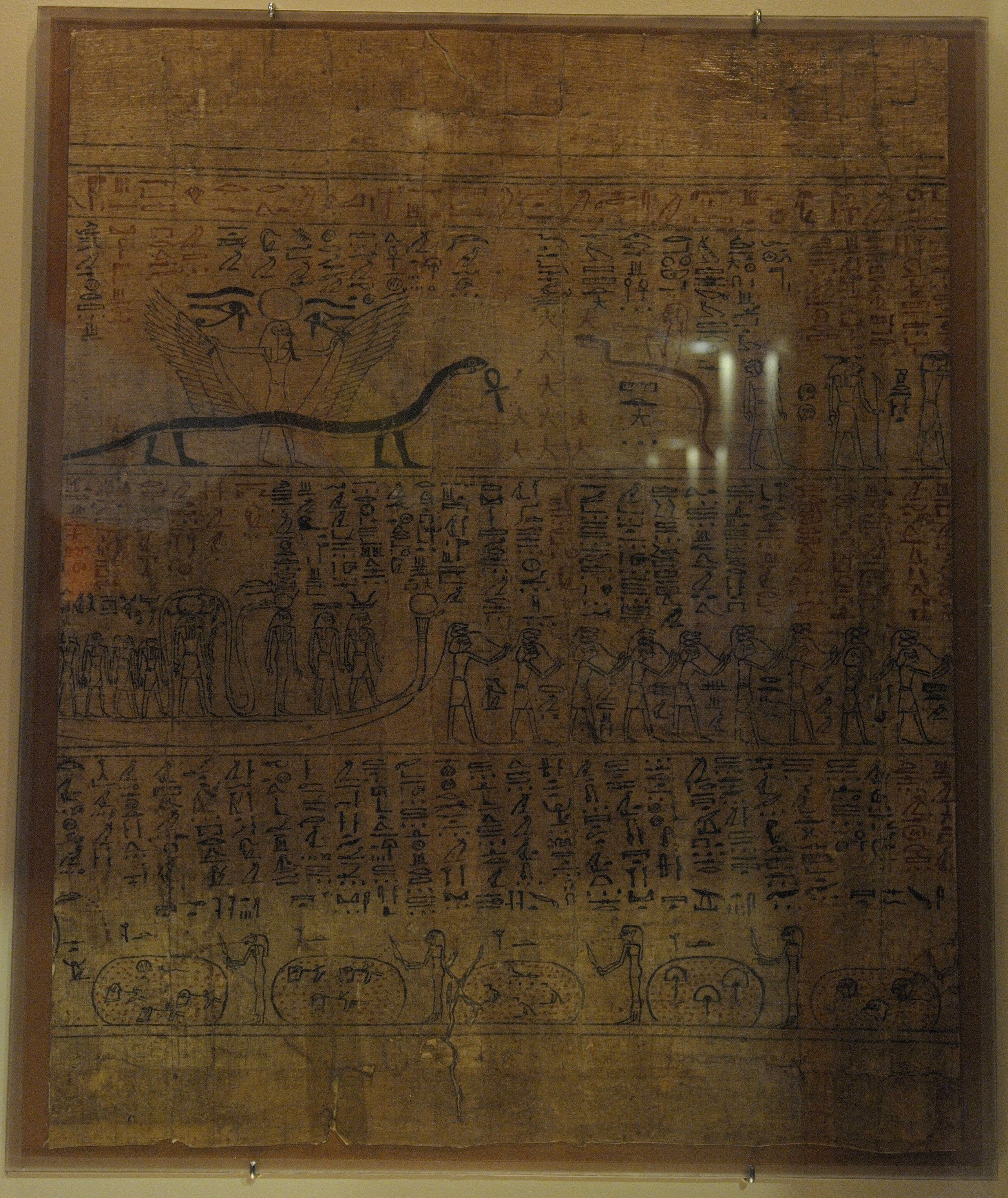
الساعة الحادية عشرة من كتاب أمدوات، تصور (في الأسفل) آلهة الكهوف.

### آلهة الكهوف الإحدى عشرة الأولى (هارت)
قائمة الكهوف (مقبرة 2) الخاصة بالملك رمسيس الرابع (حوالي 1155–1149 ق.م) في وادي الملوك، وكتاب الموتى، تذكر آلهة الكهوف التي حددها عالم المصريات البريطاني جورج هارت:
| الكهف | الآلهة                                                                                           |  | الكهف | الآلهة                                   |
| ----- | ------------------------------------------------------------------------------------------------ |  | ----- | ---------------------------------------- |
| 1     | أ) تسعة آلهة برؤوس ابن آوى يتغذون على اللحم الفاسد ب) آلهة الثعابين الحارسة لـ "المنطقة الصامتة" |  | 7     | /                                        |
| 2     | أ) ثعبان ينفث النار يسمى سيسي ب) آلهة ذات رؤوس سمك السلور البدائية تسمى نيرو                     |  | 8     | "أولئك الذين يرفعون متفوقيهم إلى السماء" |
| 3     | أ) نحبكاو ب) تسعة آلهة برؤوس سمك السلور بقيادة أوزوريس                                           |  | 9     | آلهة الهاوية البدائية                    |
| 4     | "العظيم الذي على بطنه"                                                                           |  | 10    | إلهات يصرخن بفؤوس تقطر دماً               |
| 5     | أ) نوت ب) أوزوريس بقضيب ظاهر.                                                                    |  | 11    | عممت                                     |
| 6     | تاتنن                                                                                            |  | آخرون |                                          |

### آلهة الكهف العاشر (ويلكينسون)
على وجه الخصوص، قام عالم المصريات ريتشارد هـ. ويلكينسون بتجميع الآلهة والمخلوقات الخارقة التي تقيم في الكهف العاشر، إلى جانب أعمالها الخيرية بمجرد أن يتمكن المتوفى من ترويضها بنجاح:
| الآلهة                              | الأعمال المفيدة               |  | الآلهة                                     | الأعمال المفيدة                                         |
| ----------------------------------- | ----------------------------- |  | ------------------------------------------ | ------------------------------------------------------- |
| "أولئك الذين ينتمون إلى أشعة الشمس" | يمنحون المتوفى الضوء          |  | الإلهة "المخفية"                           | تمنح الروح القوة والجسد الكمال                          |
| "أولئك الذين يمسكون"                | يمنحون المتوفى الثناء         |  | "أرواح الآلهة التي أصبحت أعضاء في أوزوريس" | يمنحون المتوفى السلام                                   |
| "تسعة آلهة تحرس من في الكهف"        | يمنحون المتوفى نسمة الحياة    |  | "أولئك الذين يعبدون رع"                    | يمنحون المتوفى عدم الرفض من أي بوابة في العالم السفلي   |
| "تسعة آلهة أذرعهم مخفية"            | يمنحون المتوفى الكرامة والشرف |  | "أولئك الذين وجوههم حربية"                 | يمنحون المتوفى البرودة في أشد أماكن العالم السفلي حرارة |

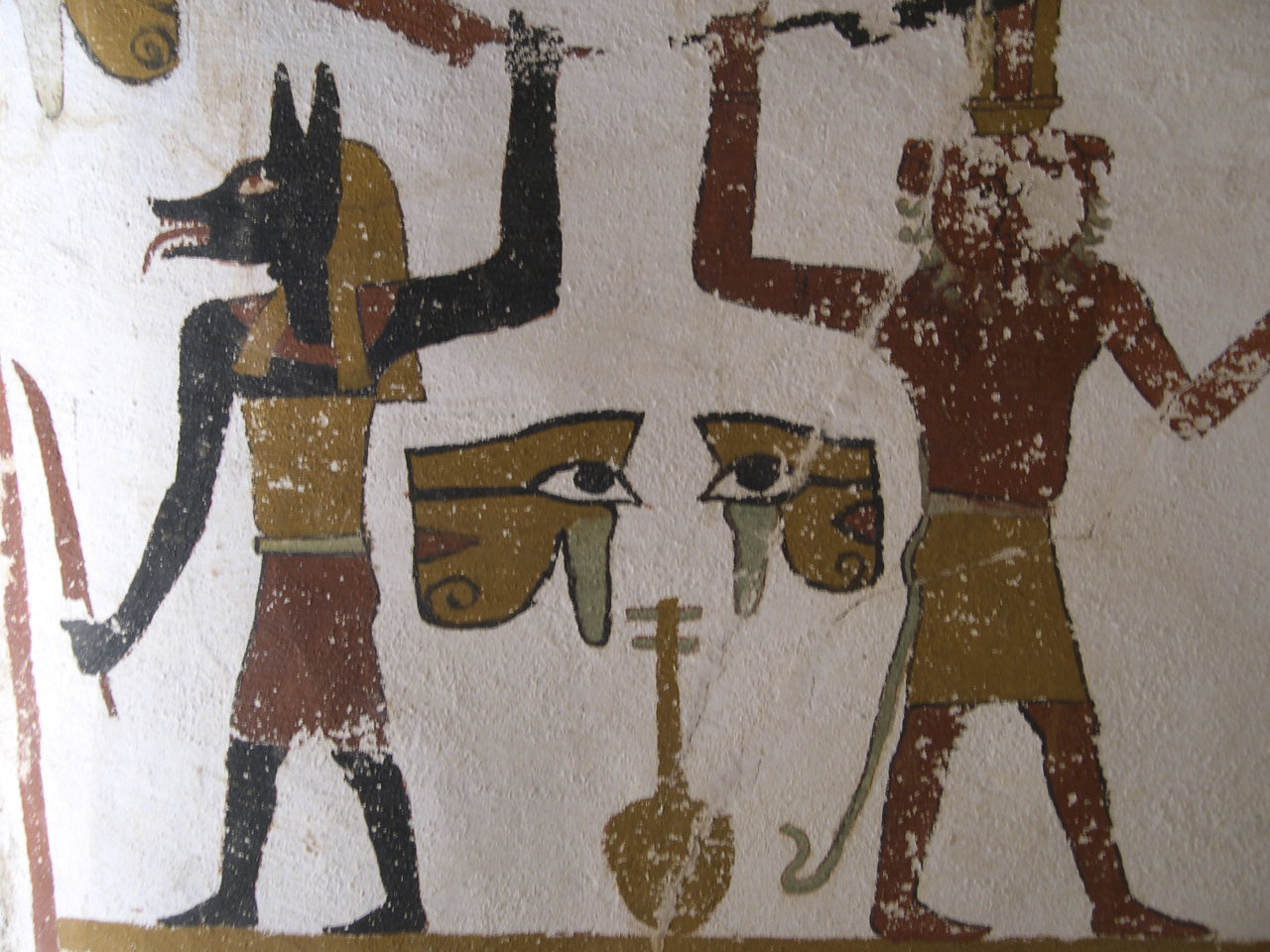
آلهة حارسة برؤوس ابن آوى وأسود وسيوف، من قبر سادوسيريس (المزواقة، واحة الداخلة).
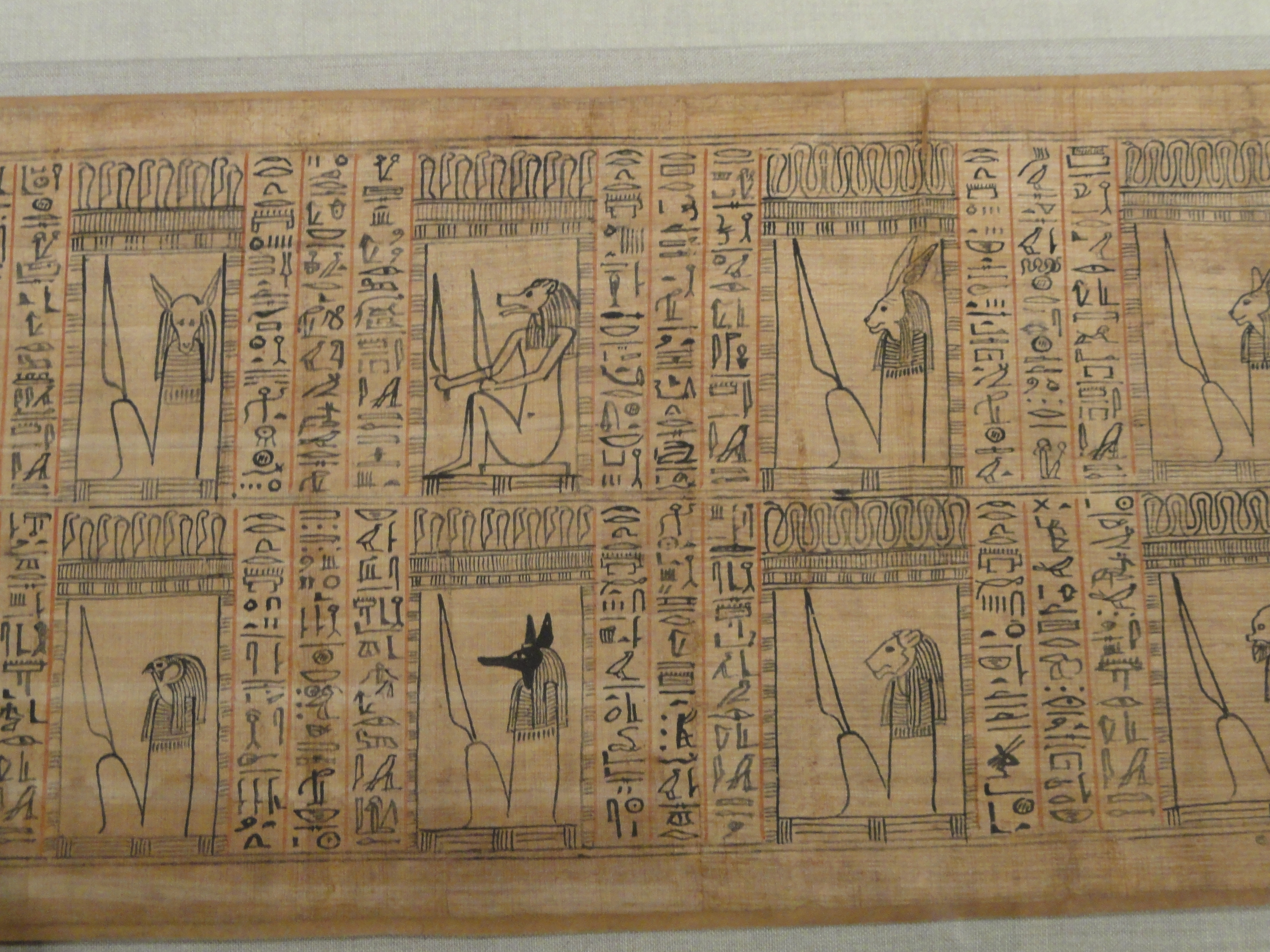
كتاب الموتى الحاص بـ حوري: مخلوقات خارقة للطبيعة تحرس العالم السفلي. متحف كليفلاند للفنون، كليفلاند.
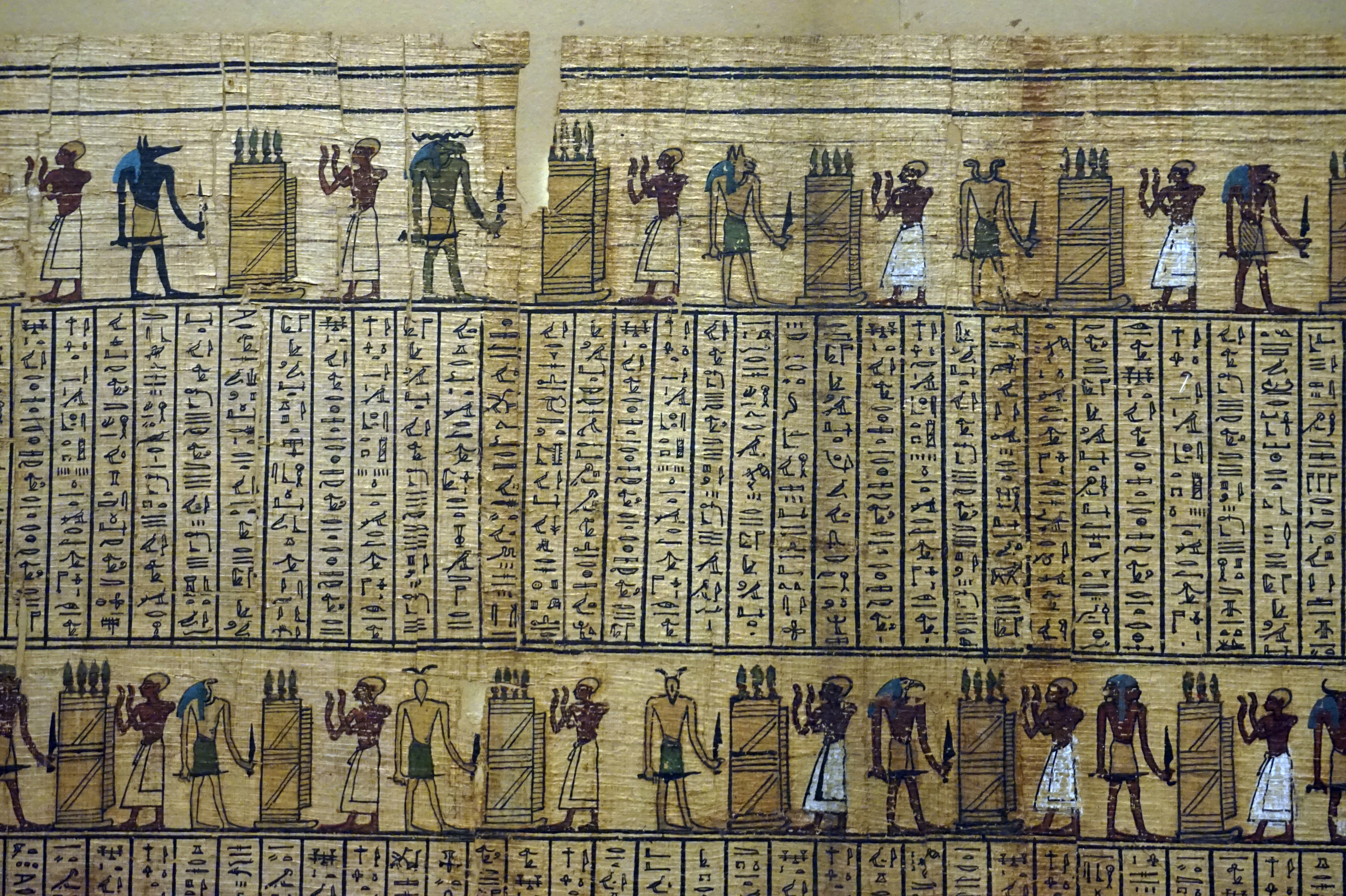
المتوفى ووحوش العالم السفلي، من كتاب الموتى (N 3096). متحف اللوفر، باريس.
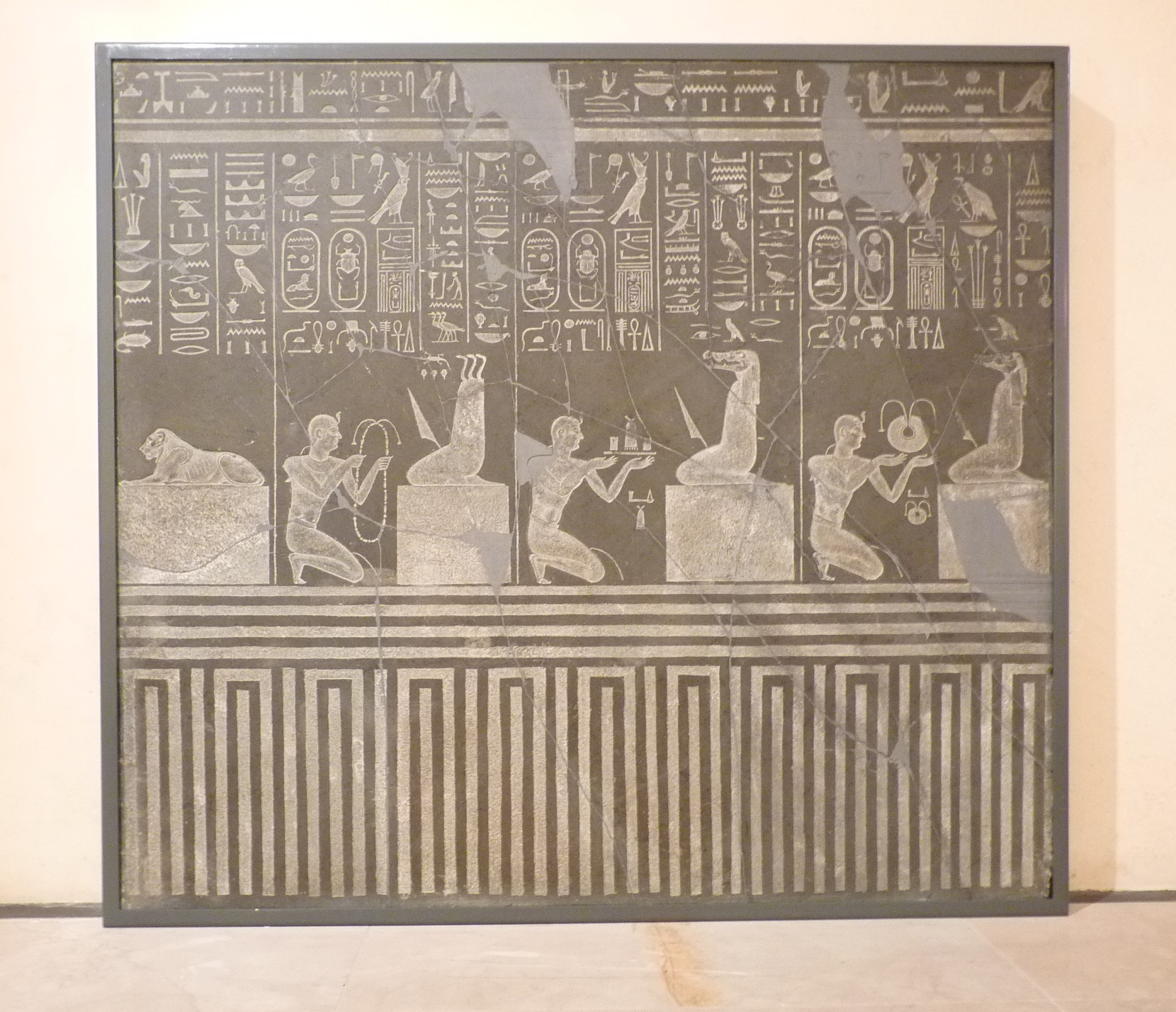
فرعون نختنبو الأول (حوالي 379–361 ق.م) يعظم شياطين العالم السفلي. المتحف الأثري المدني (MCA) في بولونيا.

### قائمة المراجع
- هارت، جورج، قاموس الآلهة والإلهات المصرية، روتليدج، 1986، (ردمك 0-415-05909-7).
- [[ريتشارد

```
هـ. ويلكينسون|ويلكينسون، ريتشارد هـ.]]، 
الآلهة الكاملة والإلهات في مصر القديمة
، تايمز & هدسون، 2003، 
(
ردمك 
0-500-05120-8
)
.
```